# Medlpa (lud)
Medlpa, także: Melpa, Hagen, Mbowamb – lud papuaski z Papui-Nowej Gwinei, który zamieszkuje okolice Mount Hagen (prowincja Western Highlands). Ich liczebność wynosi 180 tys. osób (1998), według innych szacunków (2020) – 60 tys. osób. Zachodni sąsiedzi Medlpa to Enga, a wschodni – ludność Wahgi.
Posługują się językiem medlpa (hagen) z postulowanej rodziny transnowogwinejskiej. W użyciu są też języki tok pisin i angielski. W większości wyznają protestantyzm lub katolicyzm, lecz zachowują elementy wierzeń tradycyjnych. Chrześcijaństwo rozprzestrzenia się od lat 30. XX w. Pod względem językowym są blisko spokrewnieni z ludem Chimbu.
Pod względem geograficznym dzielą się na trzy grupy terytorialne: północną, centralną i wschodnią; w obrębie tych grup istnieją mniejsze podziały plemienne.
Ich tradycyjnym zajęciem jest rolnictwo ręczne na terenach wysokogórskich. Kluczowe znaczenie mają bataty, które stanowią główny składnik pożywienia (choć produkty spożywcze w stylu zachodnim zyskały na popularności). Kobiety uprawiają rośliny, których część jadalna jest ukryta pod ziemią (bataty, ignamy, taro), mężczyźni – banany, pandan. Mają rozwiniętą hodowlę świń.
Struktura społeczna opiera się na rodach patrylinearnych. Związek małżeński ma charakter patrylokalny. Dawniej praktykowana była poligynia.